# آرتورو کاستیگلیونی

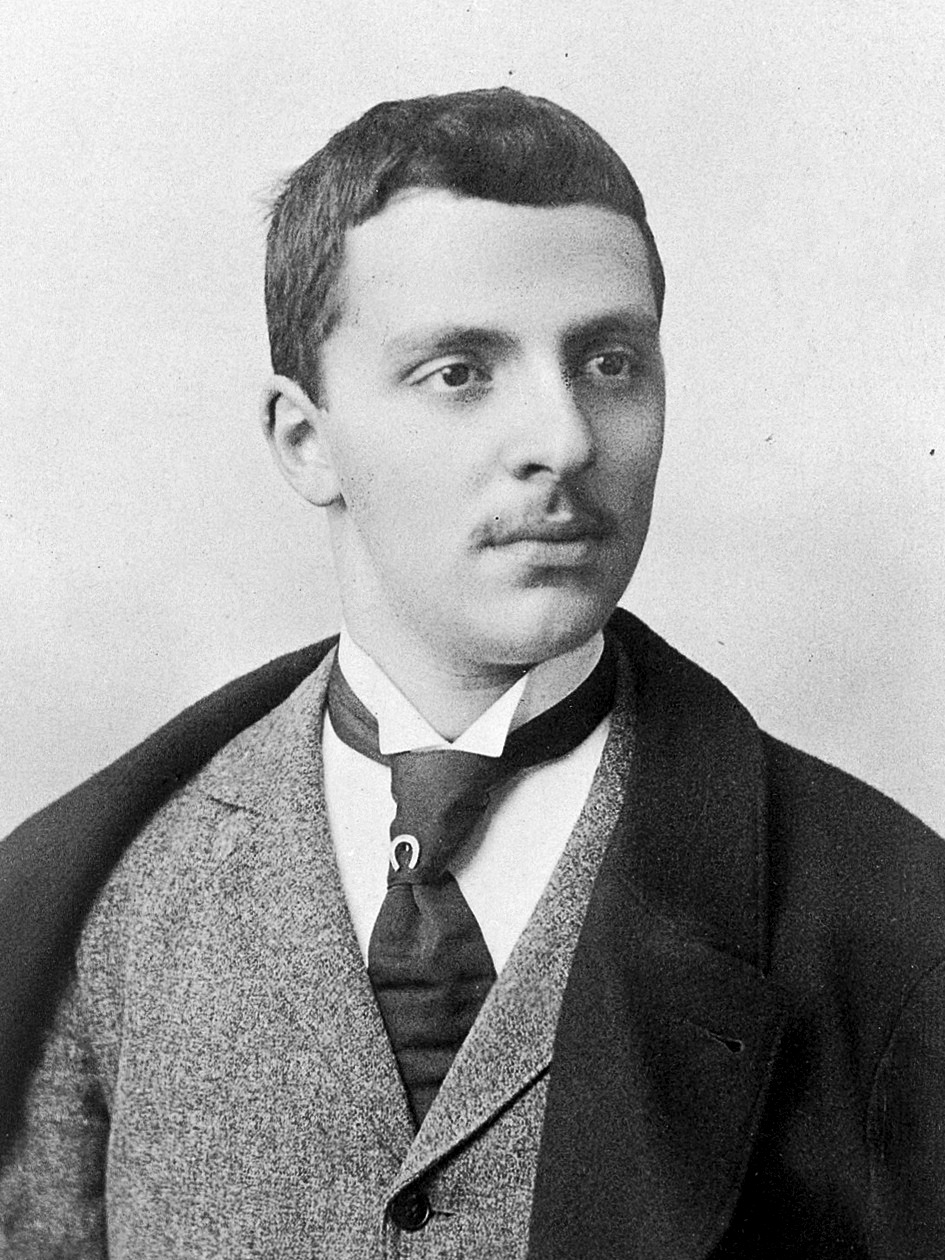
آرتورو کاستیگلیونی در حدود سال ۱۹۰۰

آرتورو کاستیگلیونی (۱۰ آوریل ۱۸۸۴ در تریسته - ۲۱ ژانویه ۱۹۵۳ میلان) شرح حال نویس، مورخ پزشکی و استاد دانشگاه آمریکایی متولد ایتالیا بود.

## زندگی‌نامه
وی در سال ۱۸۸۴ در تریسته ایتالیا چشم به جهان گشود. در سال ۱۹۳۹ به نیوهیون، کنتیکت مهاجرت کرد و در دانشگاه ییل به مقام استادی رسید. وی عضو انجمن بین‌المللی تاریخ پزشکی بود.

## آثار
- Il volto di Ippocrate, 1925
- Storia della medicina, 1927
- Italian medicine, 1932
- The history of tuberculosis, 1933
- The renaissance of medicine in Italy, 1934
- Incantesimo e magia, 1934
- L'orto della sanita, 1935